# (484) Питтсбургия
(484) Питтсбургия (англ. Pittsburgh) — астероид главного пояса, который принадлежит к светлому спектральному классу S. Он был открыт 29 апреля 1902 года немецким астрономом Максом Вольфом в обсерватории Хайдельберг и назван в честь американского города Питтсбург, в котором производится астрономическое оборудование.